# Fatal Beauty
Fatal Beauty é um filme de comédia e ação americano de 1987, dirigido pelo diretor veterano dos filmes de horror Tom Holland (como Fright Night e Child's Play) e estrelado por Whoopi Goldberg como detetive Rita Rizzoli e Sam Elliott. A partitura original foi composta por Harold Faltermeyer, o mesmo de Top Gun. O filme foi comercializado com o slogan "Um terremoto está prestes a atingir Los Angeles. Ele se chama Detetive Rita Rizzoli".

## Elenco
- Whoopi Goldberg - Detetive Rita Rizzoli
- Sam Elliott - Mike Marshak
- Rubén Blades - Carl Jimenez
- Harris Yulin - Conrad Kroll
- John P. Ryan - Tenente Kellerman
- Jennifer Warren - Cecile Jaeger
- Brad Dourif - Leo Nova
- Mike Jolly - Earl Skinner
- Charles Hallahan - Vice Getz
- James LeGros - Zack Jaeger
- Mark Pellegrino - Frankenstein
- Neill Barry - Denny Miflin
- Cathianne Blore - Charlene

## Produção
Em julho de 1986, John Milius estava trabalhando em um roteiro e pretendendo dirigi-lo com Cher no possível papel principal. Em novembro, Tom Holland foi contratado como diretor e Whoopi Goldberg como protagonista.

## Recepção
O filme foi impopular com muitos críticos (embora Roger Ebert tenha feito uma resenha positiva de 3 estrelas), alguns dos quais consideraram uma cópia de Beverly Hills Cop (que Faltermeyer também marcou). Outros citaram a falta de química no romance entre os personagens de Goldberg e Elliott.
O historiador de cinema, Leonard Maltin, chamou-a de "indesculpavelmente terrível, com violência gratuita e um diálogo espantoso, usando uma mensagem antidrogas para racionalizar seus excessos".[carece de fontes?] Fatal Beauty detém uma pontuação de 25% no Rotten Tomatoes com base em 12 comentários.
O diretor Holland admitiu mais tarde que o filme foi um esforço para expandir sua carreira como cineasta além do gênero terror, mas que Fatal Beauty foi um erro. "Inicialmente", ele diz hoje, "eles planejavam colocar Cher como Rita. Mas ela desistiu cedo, que é o que eu deveria ter feito."